# An Obstinate Tooth
An Obstinate Tooth è un cortometraggio muto del 1908 diretto da Gilbert M. 'Broncho Billy' Anderson.

## Trama
Un uomo affetto da un terribile mal di denti, cercherà con vari metodi di rimuovere il suo dente.

## Produzione
Il film fu prodotto dalla Essanay Film Manufacturing Company.

## Distribuzione
Il cortometraggio uscì nelle sale cinematografiche USA il 2 dicembre 1908. Nelle proiezioni, veniva programmato con il sistema dello split reel, accorpato in un'unica bobina con un altro cortometraggio della Essanay, la comica The Somnambulist.